# Chi phí cố định
Chi phí cố định (trong kinh tế học vi mô) hay Định phí (trong kế toán quản trị) là những phần chi phí kinh doanh không thay đổi theo quy mô sản xuất, nếu xét trong một khuôn khổ công suất sản xuất nhất định.
Ví dụ, tiền thuê cửa hàng của một doanh nhân có thể không phụ thuộc vào doanh thu hoặc một nhà sản xuất đồ may mặc phải trả một khoản tiền thuê mặt bằng cố định, không phụ thuộc vào sản lượng quần áo ông may được.
Trong khi đó chi phí khả biến (biến phí) có thể tăng hay giảm cùng với mức tăng giảm sản lượng sản xuất. Ví dụ như chi phí mua nguyên vật liệu, tiền lương cho công nhân.
Cùng với chi phí khả biến, chi phí cố định (ký hiệu FC) là một trong hai thành phần của tổng chi phí. Trong công thức tính đơn giản chi phí tổng cộng = chi phí cố định + chi phí biến đổi.
Trong kinh tế học vi mô và kinh doanh còn có các khái niệm về chi phí trung bình và chi phí cận biên liên quan đến các khái niệm chi phí cố định và chi phí thay đổi. Các khoản chi phí này quyết định mức lợi nhuận mà doanh nghiệp thu được. Trong trường hợp đơn giản, chi phí cố định không có ý nghĩa quyết định đến sản xuất vì chúng không thay đổi, và doanh nghiệp sẽ quyết định tiếp tục sản xuất nếu giá bán ra cao hơn chi phí sản xuất của mỗi sản phẩm tăng thêm (chi phí biên).